# Bahnhof Otoineppu
Der Bahnhof Otoineppu (jap. 音威子府駅, Otoineppu-eki) ist ein Bahnhof auf der japanischen Insel Hokkaidō. Er befindet sich in der Unterpräfektur Kamikawa auf dem Gebiet der Gemeinde Otoineppu.

## Beschreibung

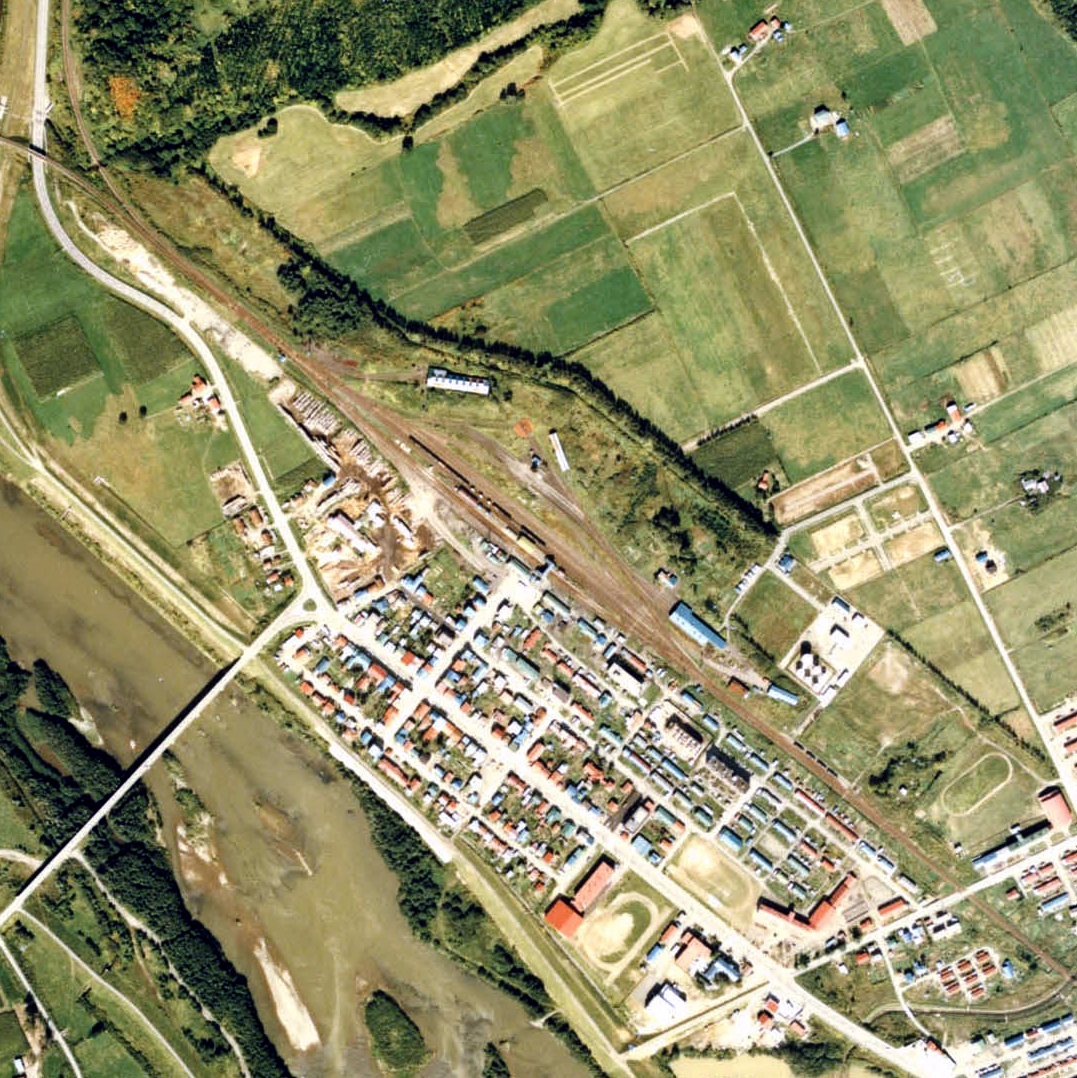
Luftansicht (1977)

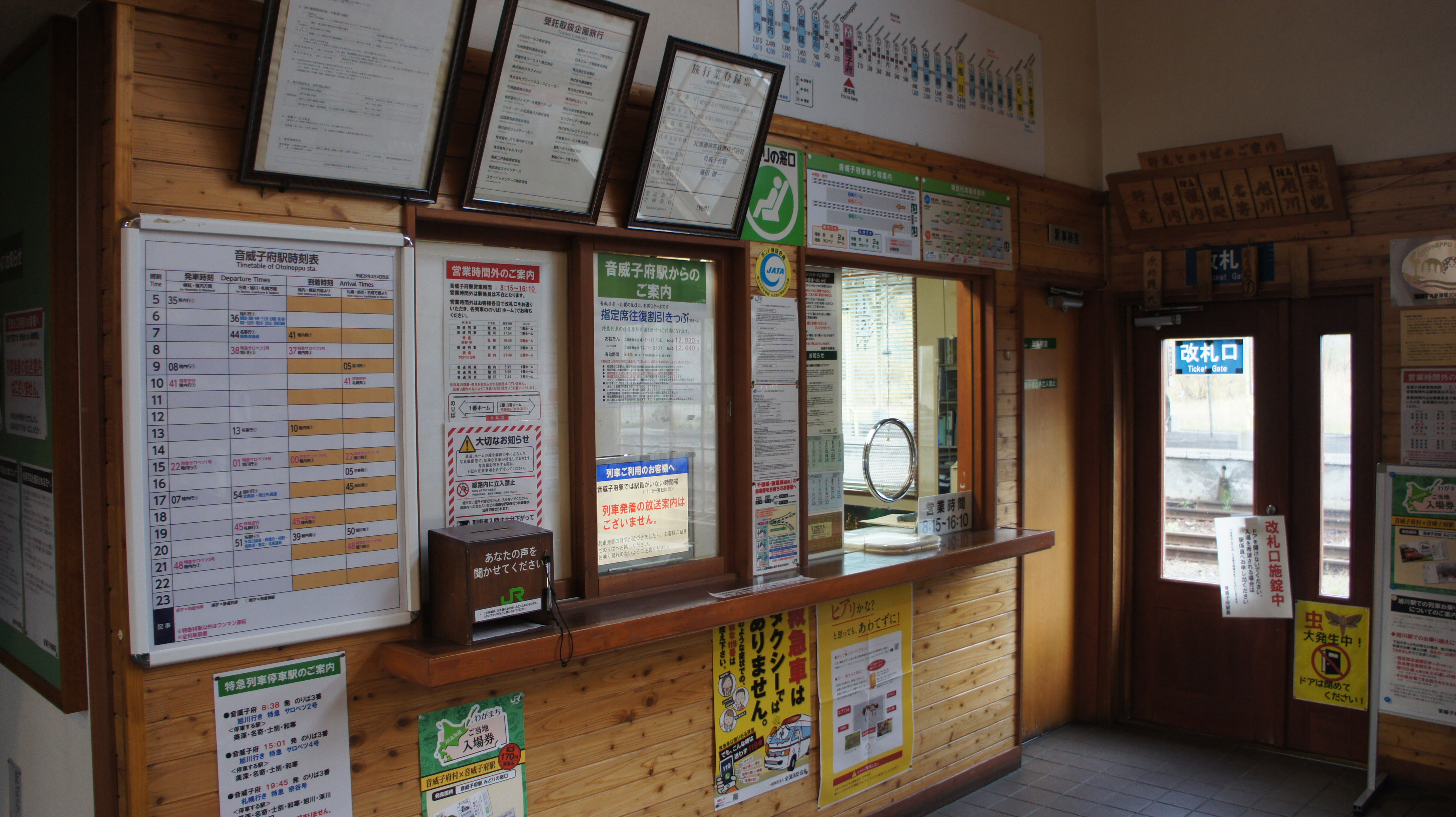
Ticketschalter (Oktober 2017)

Otoineppu ist ein Zwischenbahnhof und früherer Trennungsbahnhof an der Sōya-Hauptlinie. Diese führt von Asahikawa über Nayoro nach Wakkanai und wird von der Gesellschaft JR Hokkaido betrieben. Sämtliche hier verkehrenden Züge halten an diesem Bahnhof. Täglich verbinden zwei Schnellzugpaare des Typs Super Sōya (bestehend aus Neigetriebwagen) die Präfekturhauptstadt Sapporo mit Asahikawa und Wakkanai. Hinzu kommt einmal täglich der aus konventionellem Rollmaterial zusammengesetzte Sarobetsu auf derselben Verbindung. Regionalzüge verkehren viermal täglich nach Nayoro und dreimal täglich nach Wakkanai.
Der Bahnhof liegt am Ortsrand und ist von Südosten nach Nordwesten ausgerichtet. Er besitzt vier Gleise, von denen zwei dem Personenverkehr dienen. Diese liegen an einem teilweise überdachten Mittelbahnsteig, der durch eine gedeckte Überführung mit dem Empfangsgebäude an der Südwestseite der Anlage verbunden ist. In dem Gebäude ist auch ein Restaurant untergebracht. Südöstlich des Bahnhofs steht ein kleines zweigleisiges Depot zum Abstellen von Bahndienstfahrzeugen. Auf dem Bahnhofsvorplatz halten Busse der Gesellschaft Sōya Bus.

## Geschichte
Das Eisenbahnamt (das spätere Eisenbahnministerium) nahm am 5. November 1912 das Teilstück zwischen Onnenai und Otoineppu in Betrieb. Eigentlich war geplant, umgehend an der Sōya-Hauptlinie über Horonobe nach Wakkanai weiterzubauen. Das Eisenbahnamt entschied jedoch, eine etwas längere Alternativroute entlang der Küste des Ochotskischen Meeres vorzuziehen. Der erste Abschnitt der Tenpoku-Linie von Otoineppu nach  Shō-Tombetsu wurde am 7. November 1914 eröffnet. Acht Jahre später war Wakkanai erreicht. Das am 9. November 1922 eröffnete Teilstück von Otoineppu nach Teshio-Nakagawa bildete den ersten Teil der ursprünglich geplanten Route, die 1926 ebenfalls bis nach Wakkanai reichte.
Über ein halbes Jahrhundert lang war Otoineppu ein wichtiger Knotenpunkt. Im Oktober 1970 nahm die Japanische Staatsbahn ein Anschlussgleis zu einem Holzschnitzelwerk in Betrieb, im Dezember 1971 folgte ein weiteres Anschlussgleis zu einem Shell-Öltanklager. Aus Kostengründen stellte die Staatsbahn am 1. Februar 1984 die Gepäckaufgabe und den Güterumschlag ein, wovon auch die Anschlussgleise betroffen waren. Im Rahmen der Staatsbahnprivatisierung ging der Bahnhof am 1. April 1987 in den Besitz der neuen Gesellschaft JR Hokkaido über. Diese legte am 1. Mai 1989 die gesamte Tenpoku-Linie still, womit Otoineppu wieder ein reiner Durchgangsbahnhof war. 1990 wurde das Empfangsgebäude renoviert.